# Сражение в Килкисе
Сражение в Килкисе (греч.  Μάχη του Κιλκίς ) — сражение состоявшееся 4 ноября 1944 года в заключительный период Второй мировой войны на подступах и непосредственно в городе Килкис, Центральная Македония, между соединениями греческой партизанской армии ЭЛАС, и батальонами безопасности и другими отрядами греческих коллаборационистов в Македонии. 
Сражение состоялось на следующий день после завершения ухода Вермахта из материковой Греции и стало с одной стороны следствием требований ЭЛАС о безоговорочном разоружении и расформировании отрядов коллаборационистов и неудавшихся попыток британских служб реабилитировать и изменить статус отрядов коллаборационистов с другой.
Одно из самых кровавых сражений ЭЛАС в период оккупации страны (1941—1944), а также одно из самых кровавых сражений из числа конфликтов носивших характер гражданской войны начиная с 1942 года и самой гражданской войны (1946—1949) как таковой. 
Сражение закончилось полной победой соединений ЭЛАС и разгромом отрядов коллаборационистов. 
Последовавшие в ходе и после сражения акты возмездия стали в последующие десятилетия инструментом пропаганды антикоммунизма.

## Предыстория
26 сентября в итальянском городе Казерта было принято соглашение между эмиграционном греческим правительством и прокоммунистическим т.н. “Правительством гор”. 
Было сформировано временное правительство национального единства, партизанские армии ЭЛАС и ЭДЕС перешли под союзное командование:61. 
Батальоны безопасности коллаборационистов были охарактеризованы вражескими формированиями, и им было приказано сдаться, в частности батальонам в Северной Греции было предписано сдаться ΧΙ дивизии ЭЛАС 
ЭЛАС и союзническая военная мисия в Греции в случае их сдачи гарантировали им безопасность.

## Проблема остававшихся в Македонии коллаборационистов
В годы тройной германо-итало-болгарской оккупации Греции и (1941-1944) и немцами и болгарами и итальянцами были созданы “добровольческие” роты и батальоны.
На территории Македонии действовали «Национал-социалистическая Организация» в Козани, «Национальная Антикоммунистическая Организация» в Катерини, одетые в немецкие мундиры члены «Национальной Греческой Армии» - одной из групп которой («Леонидас») под командованием участника Резни в Пирги полковника Г. Пулоса (расстрелян в 1947 году) единственной удалось уйти из Греции своевременно и продолжить войну на стороне немцев до апреля 1945 года в Австрии.
Г. Маргаритис пишет что в период “Нового порядка” на стороне оккупантов они окровавили своих соотечественников, стали охотничьими собаками выслеживая коммунистов и евреев и кого пожелает их хозяин и что естественно, что некоторых из них впоследствии линчевали их односельчане.
Стратос Дарданас (Στράτος Δορδανάς) будучи консервативным историком описывает этот мир сотрудничества с завоевателем и предательства в самых мрачных тонах. Его лидеры определённо были крайне противоречивыми и тёмными личностями и большая часть из них раннее преуспела либо в области преступности, либо в столь же грязном пространстве «националистических» и «ультраправых» организаций греческого фашизма и национал - социализма. Г. Маргаритис пишет что они оделись в немецкие мундиры не потому что они были «плохими» - они предали Отечество и народ потому что у них были особые интересы, свои и чужие, которые нужно было защищать.
В их числе отмечены жители некоторых тюркоязычных сёл из числа беженцев Геноцида понтийских греков. Маргаритис именует их побочным продуктом «недоразумения»: социально это были безграмотные крестьяне которые, несмотря на их изначальный греческий патриотизм, в силу незнания языка были отрезаны от контакта с внешним миром и не следовали за историческими переменами. Будучи монархистами и позиционируя себя антикоммунистами, они сравнительно легко стали жертвами политики немцев и правительства коллаборационистов, а также жертвами британских интриг и своих земляков, атаманов и политиков, за которых они голосовали в довоенные годы.
Однако, как пишет Маргаритис, всё это не отвечает на вопрос каким образом были собраны несколько тысяч человек, готовых в своём отчаянии следовать за немцами на пути к разрушению и поражению

## Двойная игра
Г. Маргаритис пишет, что у решения коллаборационистов не сдаваться и противостоять ЭЛАС -даже когда немцы бросили их - было своё объяснение. 
Уже с сентября 1944 года, англичане стали проводить двойную политику (игру). 
С одной стороны, они открыто осудили вооружённые формирования созданные немцами и требовали немеденной их сдачи союзным силам – т.е. ЭЛАС который господствовал в греческой провинции - и подписали решения о насильственном роспуске тех кто продолжал сопротивляться, считая эти формирования «вражескими силами». 
С другой стороны, британские офицеры связи применили всевозможную изобретательность, чтобы сохранить эти механизмы, насколько это возможно, в целости и сохранности.
Центральной идеей которая была (частично) реализована в основном в македонских провинциях была своевременная трансформация формирований коллаборационистов в «союзные» соединения – предполагалось что когда немцы начнут уходить из Греции, эти вооружённые формирования «взбунтуются» против так или иначе ушедших немцев и примкнут с союзным силам. 
Поскольку ЭЛАС не был намерен играть в эту игру, в последний момент в Центральной Македонии стали спешно организовывать организации ЭДЕС которые были готовы принять их в свои ряды 
и перекрасить их в бойцов Сопротивления обеспечив их соответствующими бумагами (документами).
Проблема заключалась в том что ЭДЕС как военное формирование существовал главным образом только на северо-западе страны, в Эпире. 
Англичане позаботились чтобы под их защитой представители ЭДЕС разъезжали по Македонии для соответствующих переговоров и реализации этого проекта.
Маргаритис пишет что “Почти волшебным образом, один за другим военные формирования коллаборационистов стали представляться как батальоны и полки ЭДЕС, в то время как британские офицеры нерешительно информировали штаб ЭЛАС об этих неожиданных событиях (переменах)”.
Маргаритис пишет что надо отдать должное «британской хитрости коварству и двуличию».
В начале октября, несмотря на союзные приказы о судьбе военных формирований оккупационной власти, которые уже были охарактеризованы частями вражеской армией и как таковые должны были рассматриваться союзными войсками, англичане начали операцию спасения частей коллаборационистов Северной Греции.

## «Невероятный манёвр»
11 октября 1944 года из Лондона поступили указания «силе 133» (Force 133 - центральное управление всеми британскими офицерами связи находившимися в этот период на греческой территории) в которых запрашивали “приказать” командующему ЭЛАС, генералу С. Сарафису включить в свои силы т.н. «Греческую Национальную Армию» (ΕΕΣ - «Ελληνικός Εθνικός Στρατός») К. Пападопулоса, ожидая оценки и реакцию ЭЛАС.
Английские офицеры в регионе Македонии были удивлены этим указанием, но Лондон был настойчив. 
14 октября главная мысль британского руководства прояснилась - Раз ЭЛАС медлит с решением, ΕΕΣ будет принят ЭДЕС. 
«Сила 133», осознав игру отреагировала описывая характер (природу) ΕΕΣ и особые трудности с которыми придётся столкнуться при её присоединении к ЭДЕС. «Сила 133» ответила, что было бы предпочтительнее продолжить предыдущую инсценировку, что для выживания ΕΕΣ более разумной идеей было повторно предложить её передачу ЭЛАС и что возможно ЭЛАС не распустит соединение которое будет передано под его командование.
Маргаритис пишет что ЭЛАС обсудил вопрос, но в следующем контексте: сдавайтесь, присоединяйтесь, бунтуйте - но сдавайте оружие, большинство будет отправлено по домам, все обвиняемые в преступлениях будут переданы под суд.
Коллаборационисты отреагировали негативно – «мы потому согласны к перемене чтобы нас не отправили под суд». План был сорван.
Но Лондон настаивал и 25 октября «сила 133» по сути взбунтовалась, заявив что «нас просят о чём то невозможном» и приложив длинный рапорт с описанием что конкретно представляют собой эти «вооружённые добровольцы соединений Македонии», которых просят включить то в ЭЛАС, то в ЭДЕС. 
Рапорт подчёркивал: их абсолютное отождествление с немцами, всеобщую ненависть населения против них и, наконец, напомнил что эти вооружённые неоднакратно сталкивались и убивали британских военных во многих сражениях. Чтобы сделать этот аргумент весомым, в рапорте упомянули что в сражении за Козани, где части ЭЛАС при содействии британских диверсантов атаковали город, город не пал «благодаря самоотверженной его обороне в защиту немцев этими атаманами и их отрядами». 
Их активное участие в сражении стоило ЭЛАС и англичанам больших потерь.
Вся эта история продолжалась до конца октября, создала смущение и путаницу атаманам отрядов коллаборационистов, которые ещё не уяснили себе чего же англичане хотят – защитить их или пожертвовать ими. 
Они должны сдаться ЭЛАС и позже быть использованы как резервы в будущем или столкновение с ЭЛАС было их последним шансом ?
Английские офицеры связи и сами были запутаны и не знали что делать с ними. 
ЭДЕС был виртуальной реальностью в регионе Македонии и в этой неразберихе и суматохе атаманы были буквально предоставлены самим себе. Г. Маргаритис пишет что это объясняет как 4 ноября 1944 года “в Килкисе оказались запёртыми 9 тысяч человек”.

## Килкис
30 октября 1944 года соединения ЭЛАС освободили столицу Македонии, город Салоники:63.
Коллаборационисты собравшиеся в Салониках попытались по инициативе англичан перекраситься в ЭДЕС, но ЭЛАС настаивал на сдаче оружия.
Между офицерами и атаманами батальонов безопасности, появились разногласия если им следует укрепиться в каком либо регионе чтобы держать оборону в случае необходимости.
В итоге возобладало мнение большинства атаманов о переходе в Килкис, на стыке границ Греции, Югославии и Болгарии.
К тому же и по согласованию с местными коллаборационистами, немцы оставили на подготовленных позициях в Килкисе большое количество оружия и боеприпасов
Однако разногласия привели к падению морального духа коллаборационистов, поскольку подтвердили что центрального/единого командования нет
Одновременно проявилась неспособность согласовать общие стратегические планы.
Собравшиеся было в городе батальоны безопасности и другие отряды коллаборационистов Македонии, в ожидании развития событий, направились к городу Килкис. Вместе с ними сюда прибыло и гражданское население из сёл региона охарактеризованных эласитами как реакционеры, с целью обороны в случае атак ЭЛАС на них.
По оценкам С. Дорданаса число вооружённых и гражданских лиц достигало 10 000.
Перешедшие на север силы коллаборационистов 30 октября обосновались в сёлах Верхние, Средние и Нижние Апо́столы (Άνω Απόστολοι, Μέσοι Απόστολοι, Κάτω Απόστολοι) и уже на следующий день наблюдались столкновениями с небольшими отрядами ЭЛАС, которые последовали в регион за ними.
В полдень того же дня силы т.н «националистов» вступили в город Килкис.
Константин Пападопулос (Κωνσταντίνος Γ. Παπαδόπουλος), который считался самым значительным атаманом не согласился с предложением обороняться в Килкисе и предложил окопаться на окружающих город высотах. Поскольку его предложение не было принято, он ушёл со своим отрядом (1.500 человек) в село Мурьес (Μουριές), дав однако обещание, что в случае осады Килкиса он придёт на помощь.
Между тем последние немецкие части покинули территорию материковой Греции 3 ноября:63.

## Сражение

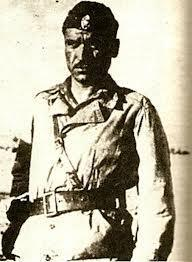
Тасос, Димитрис (Букувалас), чья Кавалерийская бригада ЭЛАС окружила коллаборационистов Киша Баджака.

Утром 4 ноября силы ЭЛАС атаковали город. в атаке приняла участие и  Кавалерийская бригада ЭЛАС. 
Г. Маргаритис пишет, что численные соотношения предписывали сражение неопределённого исхода: от 6 до 9 тысяч вооружённых коллаборационистов и сопровождающих их гражданских лиц, против 6.000 бойцов ЭЛАС, большинство которых не успели принять участие в сражении. 
Но «ни у кого не было сомнения», что если не удастся избежать сражения, в конечном итоге победа будет за бойцами ЭЛАС, главным образом «в силу их морального превосходства».
Решающим моментом сражения стало занятие эласитами холма Св Георгия имевшего стратегическое значение для обороны города. После ожесточённых уличных боёв во многих районах города и с большими потерями для двух сторон ЭЛАС через 9 часов с начала сражения ЭЛАС сокрушил силы коллаборационистов. 
Отряд атамана Киша Баджака попытался прорваться, но был окружён Кавалерийской бригадой ЭЛАС и разбит. Киша Баджак покончил жизнь самоубийством чтобы не попасть в руки бойцрв ЭЛАС.
По оценкам ЭЛАС, оборонявшиеся потеряли убитыми 1.500 человек. Кроме этого, в ходе сражения и на следующий день были взяты в плен 2.190 человек. ЭЛАС потерял убитыми до 180 бойцов, раненными до 800 бойцов.

## Впоследствии
Сражение считается самым кровавым межгреческим столкновением периода оккупации, и одним из самых кровавых сражений до завершения гражданской войны в 1949 году.
После сражения в разных местах города и за городом были произведены массовые расстрелы пленных. Расстрелы были произведены как акты возмездия отдельными рядовыми партизанами ЭЛАС, но и некоторыми командирами. 
Однако многие расстрелы были предотвращены кадровыми офицерами ЭЛАС. 
Число жертв этих репрессий трудно определить, но число в 2.200 растрелянных указанных бывшим номархом Килкиса Д. Абадзопулосом, считается чрезмерным. 
Греческий политолог Статис Каливас оценивает число расстрелянных от 1.000 до 3.000 человек 
За неимением мест охраны пленных, около 1800 из них были заключены в табачные склады города, часть была переведена в лагерь в Салониках .
Сразу же после сражения началась пропагандистская кампания проти ЭЛАС и компартии Греции. 
Г. Маргаритис пишет, что эта пропагандистская кампания приняла чудовищные размеры после декабрьского противостояния ЭЛАС и британской армии и последовавшего Варкизского соглашения февраля 1945 года и стала «узаконивающей» основой кровавого крестового похода «Белого антикоммунистического террора» 1945 - 1947 годов, который сопровождал весь послевоенный режим гонений и запретов. В период диктатуры Чёрных полковников (1967 -1974) коллаборационисты были провозглашены в 1969 году участниками «национального сопротивления». Более того, на выезде из Килкиса, диктаторские власти установили памятник погибшим от рук коммунистов героям сражения в Килкисе.

## Сражение в Килкис в сегодняшней историографии
Сражение в Килкис ежегодно отмечается организациями ветеранов (а ныне потомков) Сопротивления и компартии как одно из самых значительных сражений ЭЛАС в Центральной Македонии.
Сражение продолжает обсуждаться сегодняшними историками, не всегда объективно, часто в зависимости от политической ориентации авторов
Г. Маргаритис оспаривает идеологему «греки против греков» представленную «ревизионистами», как он их характеризует, Каливасом, Марадзидисом и др.
Г. Маргаритис пишет, что «птоматология» («πτωματολογία» — от греческого слова «пто́ма» — труп) была постянным пара-научным (как метафизическим) методом греческих правых как в дни после декабрьского противостояния 1944 с выкопанными и разложенными трупами перед дворцом Заппион, когда британские «советники» пытались объяснить через журналистов «свободного мира» своим читателям необъяснимое — как и почему в разгар войны британская армия предпочла войну против ЭЛАС нежели против нацистов.
Маргаритис пишет что у «птоматологии» имеется достоинство, что она не объясняет ничего кроме того что коммунисты преступники. Она избегает ответить на вопрос чего искали несколько тысяч человек в Килкис в славные дни освобождения страны от нацистов, она информирует что они бежали в Килкис «От страха перед коммунистами», не объясняя почему они их боялись.
Маргаритис соглашается что в Килкис было убито много людей, в ходе сражения и в последующие дни. Но ни в коем случае – кроме гражданских убитых под перекрестным огнём – это не были лица «невинные» или «непричастные» в политическом смысле слова. Речь идёт о лицах всевозможными способами мобилизованными в дело нацистского Нового порядка. Он напоминает «историкам ревизионистам» что шла война, тотальная война с кошмарной перспективой победы нацизма в этой войне и осаждённые в Килкисе должны были выбрать лагерь. Но они были с Новым порядком и вовевали за него! Поэтому они и оказались в Килкисе – в их планах было следовать за отступающими немцами. Нежелание немцев обременить себя заботой о них, а также «гнусные планы» англичан привели их в ловушку, в Килкис.